# Istituto professionale di stato Andrea Ponti
L'Istituto Professionale di Stato per l'Industria e l'Artigianato "Andrea Ponti" è un Istituto Professionale di Istruzione Secondaria Superiore, fondato negli ultimi anni del Regno Lombardo-Veneto a Gallarate nella odierna centralissima Piazza Giovine Italia, in provincia di Varese. Al presente assieme all'"istituto tecnico industriale di stato di Gallarate" e all'"istituto tecnico per geometri di Somma Lombardo" costituisce l'Istituto Statale di Istruzione Superiore "Andrea Ponti" (ISIS).

## Storia
Situato al centro della cittadina di Gallarate, nell'Alto Milanese, l'istituto venne fondato nel 1856 per decisione del comune come "scuola tecnica comunale". A causa delle limitate disponibilità finanziarie pubbliche si ricorse all'aiuto di privati cittadini e nel 1874 il cavalier Andrea Ponti e la marchesa Maura Dal Pozzo contribuirono al finanziamento dell'istituto, che si costituì come "scuola tecnica paritaria".
Nel 1909 un altro intervento della famiglia Ponti permise il trasferimento dell'istituto nella nuova sede appositamente costruita di Palazzo Broletto, in piazza Giovane Italia. In questo periodo la scuola incrementa la popolazione scolastica fino ad arrivare ad avere 250 alunni. Nel frattempo la denominazione della scuola era mutata da "scuola tecnica paritaria" in "istituto di avviamento professionale di tipo industriale".
Dopo la prima guerra mondiale venne unificato con l'istituto "Maino", scuola di tessitura. Nel secondo dopoguerra la scuola venne rifondata nel 1951 come "istituto professionale di stato per l'artigianato e l'industria (IPSIA)". La nuova denominazione viene stabilita con un D.P.R. e la finalità della scuola viene definita come quella di fornire agli studenti abilità, conoscenze, competenze funzionali all'inserimento nel mercato del lavoro e in particolare nelle industrie meccaniche, tessili, elettriche, chimiche e del legno.
A Gallarate, Andrea Ponti, finanzia non solo la scuola, ma anche un ospedale, un asilo infantile, una chiesa, un teatro e una sede della Società Operaia di Mutuo Soccorso. Fu uomo illuminato e attento ai bisogni della comunità, tanto che nel 2025 l’istituto ha celebrato i 150 anni dalla sua fondazione con conferenze e commemorazioni.
Presso l’Istituto è attiva l’Associazione Amici dell’ISIS “Andrea Ponti” di Gallarate, nata nel 2008 su iniziativa di alcuni ex studenti e docenti dell’omonimo istituto. L’Associazione si propone di mantenere vivo il legame tra l’Istituto e coloro che vi hanno studiato o insegnato, promuovendo occasioni di incontro e di condivisione tra ex compagni di classe ed ex insegnanti, favorendo così il contatto e la continuità nel tempo della comunità scolastica.
Con la riforma con l'"istituto tecnico industriale di stato (ITIS) di Gallarate" e l'"istituto tecnico per geometri di Somma Lombardo" costituisce l'Istituto Statale di Istruzione Superiore (ISIS) "Andrea Ponti" Gallarate.
In occasione delle celebrazioni per il 150° anniversario dalla fondazione della scuola, sabato 7 giugno 2025 si è tenuta una cerimonia solenne per intitolare l’Aula Magna dell’Istituto al compianto Preside Ing. Zanotta. Figura di spicco nel panorama educativo nazionale, l’ingegner Zanotta è ricordato per il suo contributo fondamentale al rinnovamento dell’insegnamento, animato da una visione lungimirante della scuola e della società, maturata attraverso un instancabile lavoro al fianco dei giovani.Presidente per molti anni dell’Associazione Nazionale Presidi, fu tra i principali promotori della trasformazione degli istituti professionali, contribuendo in modo decisivo al Progetto ‘92, che segnò il passaggio degli Ipsia da scuole esclusivamente orientate al “fare” a istituti capaci di coniugare competenze tecniche e conoscenze più ampie, formando figure professionali pronte ad affrontare sfide e orizzonti più vasti.